# Mönchsdeggingen
Mönchsdeggingen – miejscowość i gmina w Niemczech, w kraju związkowym Bawaria, w rejencji Szwabia, w regionie Augsburg, w powiecie Donau-Ries, wchodzi w skład wspólnoty administracyjnej Ries. Leży około 15 km na północny zachód od Donauwörth.

## Dzielnice
W skład gminy wchodzą następujące dzielnice:
Merzingen, Mönchsdeggingen, Rohrbach, Schaffhausen, Untermagerbein i Ziswingen.

## Demografia
| Rok  | Liczba mieszk. |
| ---- | -------------- |
| 1970 | 1 581          |
| 1987 | 1 003          |
| 2000 | 1 542          |

## Polityka
Wójtem gminy jest Karl Wiedenmann, poprzednio urząd ten obejmowała Marianne Ganzenmüller-Seiler, rada gminy składa się z 12 osób.
|      | PWG Einigkeit | FW Schaffhausen | Ortsteilliste Rohrbach/Thurneck | Ortsteillist Untermagerbein | CSU/FB | Razem |
| 2008 | 4             | 1               | 1                               | 1                           | 5      | 12    |
| 2002 | 7             | 1               | 2                               | 2                           | -      | 12    |

## Oświata
W gminie znajduje się przedszkole (50 miejsc) oraz szkoła podstawowa.